# Außerordentlicher FDP-Bundesparteitag 2009 (September)
Koordinaten: 52° 23′ 8″ N, 13° 7′ 2″ O

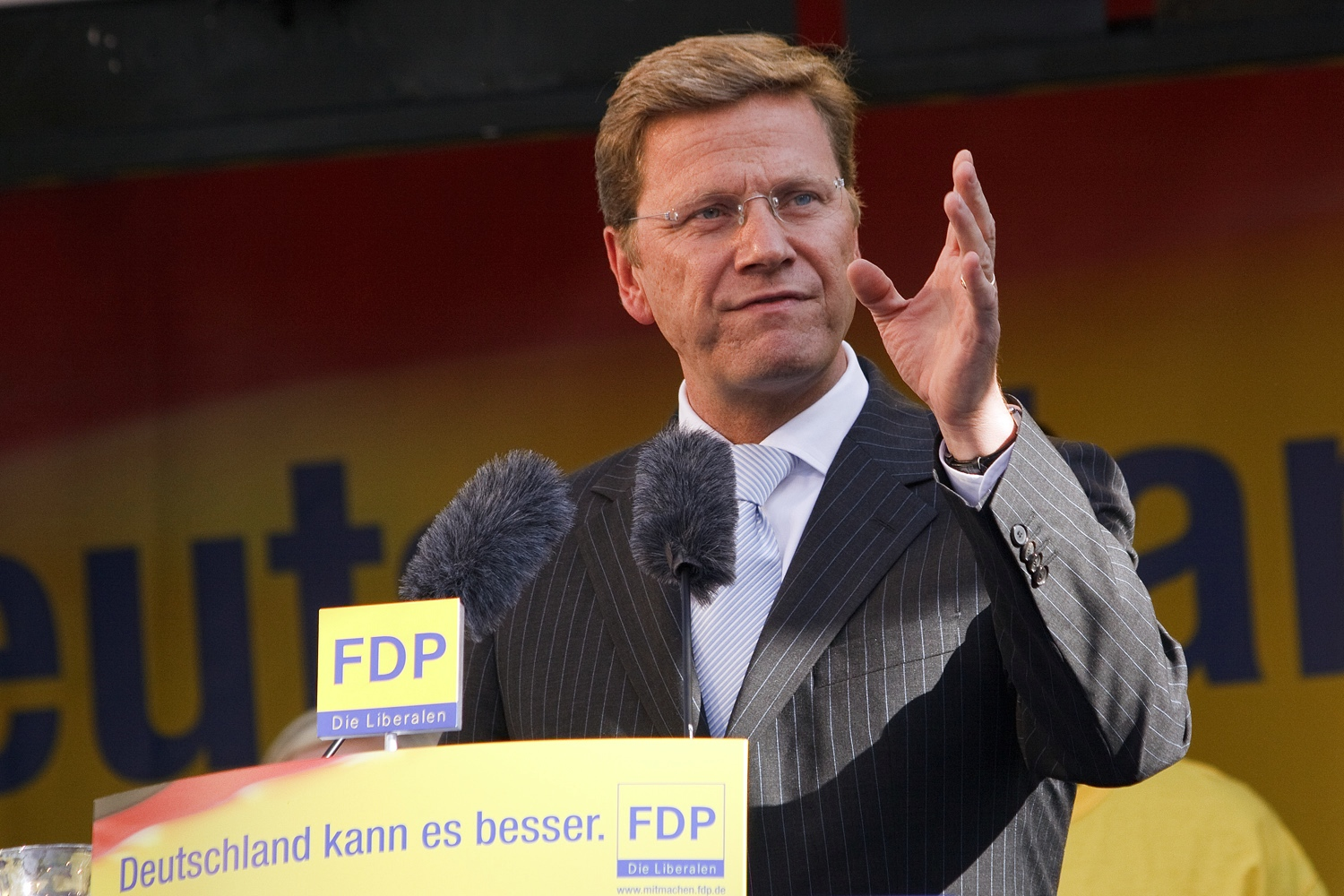
Guido Westerwelle, 2009

Den ersten außerordentlichen Bundesparteitag 2009 hielt die FDP am 20. September 2009 in Potsdam ab. Es handelte sich um den 20. außerordentlichen Bundesparteitag der FDP in der Bundesrepublik Deutschland. Die Tagung fand in der Metropolis-Halle im Filmpark Babelsberg statt.

## Verlauf
Der Parteitag entschied sich eine Woche vor der Bundestagswahl für eine schwarz-gelbe Koalition mit der CDU/CSU und gegen eine sogenannte Ampel-Koalition mit SPD und Grünen. Hauptredner war der Parteivorsitzende Guido Westerwelle.